# سيزار روميرو
سيزار روميرو (بالإنجليزية: Cesar Romero) مواليد 15 فبراير 1907 في نيويورك، نيويورك، الولايات المتحدة - الوفاة 1 يناير 1994 في سانتا مونيكا، الولايات المتحدة، هو ممثل أمريكي بدأ مسيرته الفنية عام 1933.

## وصلات خارجية
- سيزار روميرو على موقع IMDb (الإنجليزية)
- سيزار روميرو على موقع الموسوعة البريطانية (الإنجليزية)
- سيزار روميرو على موقع روتن توميتوز (الإنجليزية)
- سيزار روميرو على موقع ألو سيني (الفرنسية)
- سيزار روميرو على موقع تيرنر كلاسيك موفيز (الإنجليزية)
- سيزار روميرو على موقع أول موفي (الإنجليزية)
- سيزار روميرو على موقع قاعدة بيانات برودواي على الإنترنت (الإنجليزية)
- سيزار روميرو على موقع قاعدة بيانات الأفلام السويدية (السويدية)
- سيزار روميرو على موقع إن إن دي بي (الإنجليزية)
- سيزار روميرو على موقع ديسكوغز (الإنجليزية)